# Johana Beatrix z Ditrichštejna
Kněžna Johana Beatrix z Ditrichštejna a Mikulova (1625, Vídeň – 26. března 1676, Brno) byla moravská šlechtična, původem kněžna z Ditrichštejna a Mikulova a sňatkem kněžna lichtenštejnská.

## Život
Johana Beatrix se narodila ve Vídni jako dcera diplomata a státníka Maxmiliána z Ditrichštejna a jeho manželky Anny Marie Františky z Lichtenštejna.
Byla první z rodu mikulovských Ditrichštejnů, provdaná do knížecího rodu Lichtenštejnů. Druhou byla její neteř, Edmunda Marie, rozená kněžna z Ditrichštejna a Mikulova.

## Manželství a děti
6. srpna 1644 se Johana Beatrix provdala za svého strýce z matčiny strany, knížete Karla Eusebia z Lichtenštejna (1611–1684).
Z tohoto svazku se narodilo devět dětí:
- Eleonora Marie (1647–1704), provdaná za knížete Jana Seyfrieda z Eggenberka (1644–1713)
- Anna Marie (1648–1654), zemřela jako dítě
- Marie Tereza (1649–1716), provdaná poprvé za Jakuba Leslieho († 1691), a podruhé za Jana Baltazara z Wagensörgu, hraběte ze Sonneggu († 1693)
- Johana Beatrix (1650–1672), provdaná za knížete Maxmiliána Jakuba z Lichtenštejna (1641–1709)
- Dominik Eusebius († 1652)
- Karel Josef († 1652)
- František Eusebius (1654–1655), zemřel jako dítě
- Cecílie († 1655)
- Jan Adam I. Ondřej (1662–1712), ženatý se svou sestřenicí, kněžnou Erdmundou Terezou (1662–1737)

Johana Beatrix zemřela 26. března 1676 v Brně.